# Carlos Furche
Carlos Furche Guajardo (Punta Arenas, 24 de septiembre de 1950) es un ingeniero agrónomo y político chileno, miembro del Partido Socialista (PS). Se desempeñó como ministro de Agricultura durante todo el segundo gobierno de Michelle Bachelet (2014-2018).

## Familia y estudios
Es hijo del matrimonio compuesto por Carlos Domingo Furche Fernández y Julia Guajardo Gómez, de profesión ingeniera agrónoma.
Realizó sus estudios superiores en la carrera de ingeniería agronómica con mención en economía agraria en la Universidad Austral de Valdivia. Posteriormente, cursó un magíster en sociología del Consejo Latinoamericano de Ciencias Sociales (CLACSO).
Estuvo casado desde 1973 con la matrona Olga María Veloso Yáñez, con quien tiene dos hijos; Andrea Lorena y Pablo Andrés. Se divorciaron en 2013.

## Trayectoria profesional y política
Durante la década de 1970 fue militante de la Izquierda Cristiana y luego en la década de 1980, pasó al Partido Socialista (PS).
Durante su carrera profesional ha prestado servicios internacionales, especializándose en negociaciones comerciales agrícolas y administración de los Tratados de libre comercio de Chile. Se desempeñó entre 1994 y 2004 como director nacional de la Oficina de Estudios y Políticas Agrarias (Odepa) del Ministerio de Agricultura, y entre 2004 y 2010 fue director de Relaciones Económicas Internacionales, del Ministerio de Relaciones Exteriores.[cita requerida]
También se ha desempeñado como consultor internacional en diversos países. Ha prestado servicios para el Banco Mundial y el Fondo Monetario Internacional (FMI) con asesorías a la República de Georgia, y en 2011 trabajó como asesor del Ministerio de Comercio, Industria y Turismo de Colombia.
En enero de 2014 fue nombrado por la presidenta electa Michelle Bachelet como ministro de Agricultura de su segundo gobierno. Asumió el 11 de marzo de ese año, manteniéndose en el cargo hasta el final del gobierno en marzo de 2018.